# 오쿠무라 고지
오쿠무라 고지(일본어: 奥村 晃司, 1998년 7월 29일~)는 일본의 축구 선수이다.

## 구단 경력
그는 2021년 J2리그의 더스파구사쓰 군마에 입단했다. 2023년까지 38경기에 출전하여, 2득점을 넣었다. 2024년 J3리그의 YSCC 요코하마로 이적했다. 2025년 테게바자로 미야자키로 이적했다.